# 慶国寺 (松戸市)
慶国寺（けいこくじ）は、千葉県松戸市にある日蓮宗の寺院。

## 歴史
創建年代は不明である。当初は真言宗の寺院であったが、1264年（文永元年）に当寺住職玄海が日蓮の教化により、日蓮宗に改宗し「日栄」を名乗った。当寺も日蓮宗の寺となった。
1872年（明治5年）の火災で古文書を失ってしまった。そのため、真言宗時代はもちろん、江戸時代までの当寺の詳細な記録が不明になっている。
当寺境内にある百日紅や銀杏は、松戸市の保護樹に指定されている。

## 交通アクセス
- 秋山駅より徒歩10分。